# Enxaqueca hemiplégica
Enxaqueca hemiplégica é um tipo de enxaqueca caracterizada por fraqueza motora que afeta apenas um lado do corpo, acompanhada por aura, e é totalmente reversível. Muitas vezes, há um comprometimento sensorial, da visão ou da fala. Ela pode ocorrer na família, chamada de enxaqueca hemiplégica familiar [en] (FHM), ou em uma única pessoa, chamada de enxaqueca hemiplégica esporádica [en]. Os sintomas se assemelham aos de um acidente vascular cerebral e podem ser precipitados por trauma craniano menor. É aconselhado que pessoas com FHM atividades que possam desencadear seus ataques.

## Sintomas e sinais
Hemiplegia (do grego "hemi" = metade) é uma condição que afeta o sistema motor e sensorial de um lado do corpo. Os sinais de uma crise de enxaqueca hemiplégica são semelhantes aos que seriam apresentados em um acidente vascular cerebral, que normalmente inclui dor de cabeça repentina e intensa em um lado do cérebro, fraqueza na metade do corpo, ataxia e afasia que podem se estender por horas, dias ou semanas, mas que são completamente reversíveis.

## Causas
A característica distintiva da enxaqueca hemiplégica é a fraqueza que afeta um só lado do corpo durante a crise, que é uma manifestação da aura motora. Acredita-se que a aura exibida durante um episódio de enxaqueca seja causada por um fenômeno conhecido como depressão cortical alastrante.
Mesmo entre pessoas que não correm risco devido a um histórico familiar de enxaquecas hemiplégicas, a discussão médica atual indica que fatores genéticos ainda podem desempenhar um papel. Alguns estudos científicos sugerem que uma percentagem dos que sofrem de enxaqueca hemiplégica pode ter mutações nos genes CACNA1A [en] e ATP1A2 [en].

## Diagnóstico

### Classificação
A Classificação Internacional de Cefaleias (ICHD-3) distingue 6 subtipos de enxaqueca hemiplégica. A enxaqueca hemiplégica familiar (FHM) pode ser dividida em duas categorias: com e sem sinais cerebelares. Os sinais cerebelares incluem a ataxia, que pode ser episódica ou progressiva, e podem acompanhar mutações as genéticas da enxaqueca hemiplégica familiar tipo 1 (FHM1), resultante da degeneração do cerebelo. Outras formas de FHM parecem ser distinguíveis apenas com base em sua causa genética.

### Enxaqueca hemiplégica familiar
A enxaqueca hemiplégica familiar é uma forma de enxaqueca hemiplégica que ocorre em famílias. A enxaqueca hemiplégica é herdada de forma autossômica dominante.

### Enxaqueca hemiplégica esporádica
Há também casos de enxaqueca hemiplégica que não são acompanhados por um histórico familiar, conhecidos como enxaqueca hemiplégica esporádica. Esses casos parecem ter causas semelhantes às dos casos familiares, mas são atribuídos a mutações de novo. Clinicamente, os casos esporádicos são idênticos aos familiares, e a única diferença é a ausência de histórico familiar de episódios de enxaqueca.

## Tratamento
Como a enxaqueca hemiplégica é uma condição rara, não há ensaios clínicos disponíveis para o tratamento. Pessoas com FHM são encorajadas a evitar atividades que possam desencadear seus ataques. Uma estratégia comum é manter um estilo de vida regular, usar analgésicos simples quando necessário e prescrever medicamentos preventivos.
Se for necessário tratamento preventivo, recomenda-se o uso de bloqueadores dos canais de cálcio. Durante um ataque agudo, deve-se evitar o uso de vasoconstritores, como os triptanos. Antidopaminérgicos, como domperidona e metoclopramida, podem ser usados para alívio sintomático da náusea.

## Epidemiologia
A enxaqueca é um distúrbio bastante comum, afetando de 15 a 20% da população. No entanto, a enxaqueca hemiplégica, seja familiar ou esporádica, é muito menos prevalente, com uma taxa de ocorrência de 0,01%.